# Campos roturados
 Campos roturados  (en ruso: Поднятая целина,  Pódniataya tseliná ) es una novela épica en                
dos tomos escrita por Mijaíl Shólojov.

## Argumento

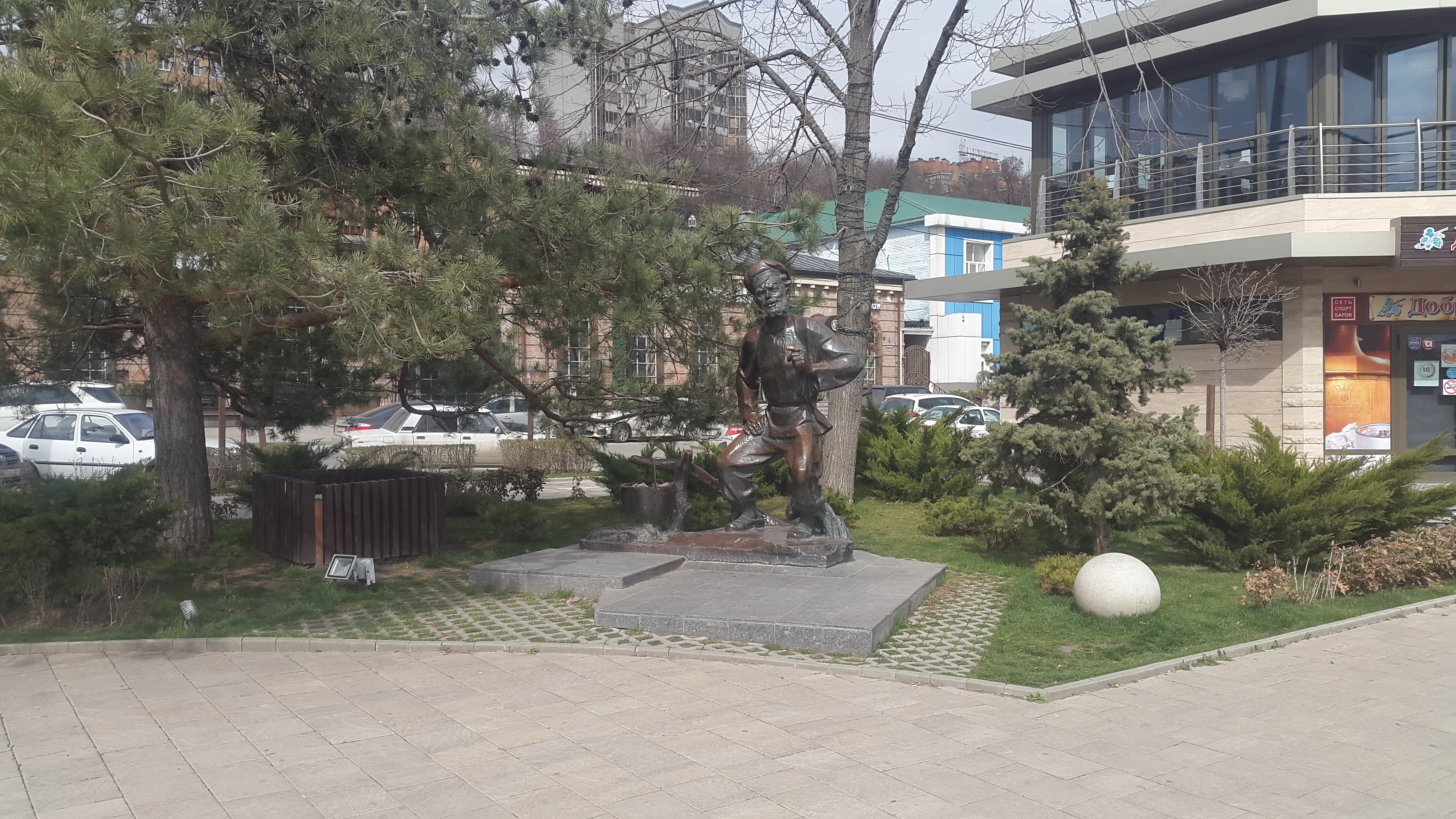
La escultura abuelo Щукаря. Rostov del Don

Sobre esa dura experiencia de la colectivización en el campo trata la novela Campos Roturados, cuyo primer tomo se publica en 1932, fecha además en el que finaliza el primer Plan Quinquenal; el segundo tomo se publica tardíamente entre 1954 y 1960, por una serie de razones, durante la Segunda Guerra Mundial una bomba destruye el hogar de Shólojov, perdiéndose así los manuscritos del segundo libro casi concluido, hecho que exige al autor a rehacerlo todo de nuevo, con el mismo ánimo que exige la reconstrucción del país devastado por la guerra.
Campos Roturados recrea la experiencia de la colectivización de la tierra. Tal medida tuvo como punta de lanza la necesaria creación de los Koljoz (Granjas colectivas). Muchos de los pasajes que recrea la novela son fruto de la experiencia de su autor como organizador de Koljozes en el Don. Cuando Shólojov asumió la labor de organizador de Koljoz presenció el sabotaje que celosa y secretamente tramaron los kulaks (campesinos ricos) contra el poder soviético, a saber, asesinatos de campesinos comprometidos con el poder soviético, acaparamiento de la cosecha, sacrificio de animales del koljoz, quema de la cosecha, esparcir rumores contra el poder soviético y la confabulación en unión con algunos remanentes de la contrarrevolución zarista.
En gruesas líneas, Campos Roturados muestra una serie de contradicciones que acaecen en la vida del campo ruso, que no se reduce solo al carácter de clase entre los kulaks (campesinos ricos) y los campesinos pobres o medios, sino que también comprende la rivalidad entre stanitsas (poblados cosacos), ahora organizados en koljoz, la rivalidad interna entre familias campesinas de una misma stanitsa, así como los miedos y recelos del campesinado ante las medidas que el nuevo poder (el poder soviético) ejerce. Todo ello acaece en la stanitsa de Grimiachi Long en el que la inexperiencia de sus dirigentes, jóvenes muchos de ellos, van hilvanando las historias de vida de los miembros que comprenden aquel poblado campesino.
En Campos Roturados la idiosincrasia del campesinado ruso cosaco, que su autor conocía muy bien, es un tema muy bien trabajado, así como la resistencia del campesinado, aferrado aún a la propiedad y carente de organización, ante el cambio que el poder soviético ejercía. Sin lugar a dudas Semión Davídov es el personaje de la novela, obrero de la fábrica de Putilov (en Moscú) es designado para organizar en Gremiachi Long el koljoz. Junto a él se encuentran Makar Nagúlnov (secretario de la célula del Partido Comunista de Gremiachi Long y excombatiente del ejército rojo cosaco que enfrentó la contrarrevolución en el Don) y Andréi Stepanovich Razmiótnov (Presidente del Soviet de Gremiachi Long, joven cosaco, también excombatiente del ejército rojo), las historias de ambos personajes le dan óxigeno a la historia en su conjunto porque sus dramas personales hilvanan las demás historias de vida de una serie de personajes que aparecen a lo largo de la novela, campesinos todos ellos que hacen que Campos Roturados diste de ser una mera novela panfletaria y adquiera la belleza que caracteriza a la narrativa de Shólojov. Las historias del ya viejo herrero Ippolit Sidorovich Shali y del abuelo Schukar, son muy sugerentes al respecto, a pesar de que ambos personajes no tienen los mismos ritmos. El herrero Shali es callado, serio y muy observador, mientras que el abuelo Schukar tiene un papel muy jocoso y a la vez muy tierno. En el segundo tomo de la novela el abuelo Schukar se lleva las palmas, no porque sea un convencido comunista (ni siquiera el abuelo sabe muy bien qué es ser un comunista) o haga actos heroicos (casi toda su vida se la ha pasado a salto de mata), sino porque se convierte en el personaje que identifica, mediante sus ocurrencias, al pueblo campesino, al cosaco del Don.
Por todo ello, Campos Roturados es una novela muy aleccionadora, históricamente hablando, y también muy reflexiva en diferentes pasajes e historias de vida de sus personajes. Si hay algo que caracteriza a la novela en su conjunto es esa compleja trama humana de quienes han luchado y convivido y conviven aún en la pobreza y la adversidad en la vida del campo; y, sobre todo, se encuentra aquella esperanza que anima la vida de millones de hombres y mujeres del campo que luchan a pulso por una nueva sociedad.

## Premios y nominaciones
La novela ganó el  Premio Lenin en 1960 y su autor ganó el Premio Nobel en 1965.